# Gaszów
Gaszów – wieś w Polsce położona w województwie dolnośląskim, w powiecie lwóweckim, w gminie Lwówek Śląski, na Pogórzu Kaczawskim w Sudetach.

## Podział administracyjny
W latach 1975–1998 miejscowość administracyjnie należała do województwa jeleniogórskiego.

## Historia
Po raz pierwszy wymieniona w dokumencie jako Godinsdorf (1388).
Do roku 1945 nosiła nazwę Gehnsdorf, natomiast do roku 1947 – Godynin. W kierunku na północ od wsi rozpościerają się tereny średniowiecznych wyrobisk złotonośnych (ich ślady widoczne są do dziś gołym okiem). Pierwsza historyczna nazwa miejscowości nawiązywała najprawdopodobniej do starogermańskiego imienia Godo, który być może był jej zasadźcą. Pierwotnie była to typowa wieś leśno-łanowa, której charakterystyczny układ zabudowań do dziś widoczny jest w jej północnej części. Dzieje wioski związane były od swych początków z majątkiem ziemskim w pobliskiej Skale, do którego należała. Piętnem odbiły się zatem najazdy husyckich hord, grabieże z okresu wojny 30-letniej, wojen śląskich i napoleońskich.
W czasie tych ostatnich na terenie Gaszowa dochodziło do starć wojsk francuskich z koalicją antynapoleońską. Jak wynika z rosyjskich dokumentów, 25 i 26 maja 1813 roku przez miejscowość przemieszczały się wojska francuskie (kolejno: VII Korpus gen. Reyniera i VI Korpus gen. Bertranda). W sierpniu tego samego roku stacjonujący w pobliskich Żerkowicach korpus dowodzony przez francuskiego marszałka Auguste Marmonta, by uzupełnić braki w zaopatrzeniu  zarekwirował żywność z pobliskich wiosek. Wiadomo, że z samego tylko Gaszowa pozyskano 23 konie, wołu, 15 krów i 436 owiec, co pokazuje, że hodowla tych zwierząt była wówczas jednym z podstawowych źródeł utrzymania mieszkańców.
W 1866 roku na północnym skraju miejscowości wybudowano okazałą kaplicę cmentarną, użytkowaną do czasu wysiedlenia stąd niemieckiej ludności w roku 1945. Obecnie budynek, jak i przylegający do niego cmentarz są mocno zniszczone.
Co najmniej do 1935 roku funkcjonował tu przemysł wydobywczy. Do dzisiejszych czasów dość wyraźnie zachowały się dwa wyrobiska dawnej kopalni piaskowca (pierwsze, w centralnej części wioski, tuż za budynkiem dzisiejszej świetlicy, drugie poza obszarem zabudowy, obecnie porośnięte lasem). W największym wyrobisku do dziś można dostrzec napisy i inicjały wykute w piaskowcowych blokach przez górników, pochodzące z lat 30.
Do czasów dzisiejszych przetrwało kilka budynków z XVIII i XIX wieku. Starsze budownictwo charakteryzuje się szachulcową konstrukcją, z parterem wykonanym z piaskowca, typową dla pogranicza Śląska i Łużyc. Do obiektów figurujących w gminnej ewidencji zabytków należą: 
- Cmentarz ewangelicki z roku 1866
- Kaplica ewangelicka z roku 1866

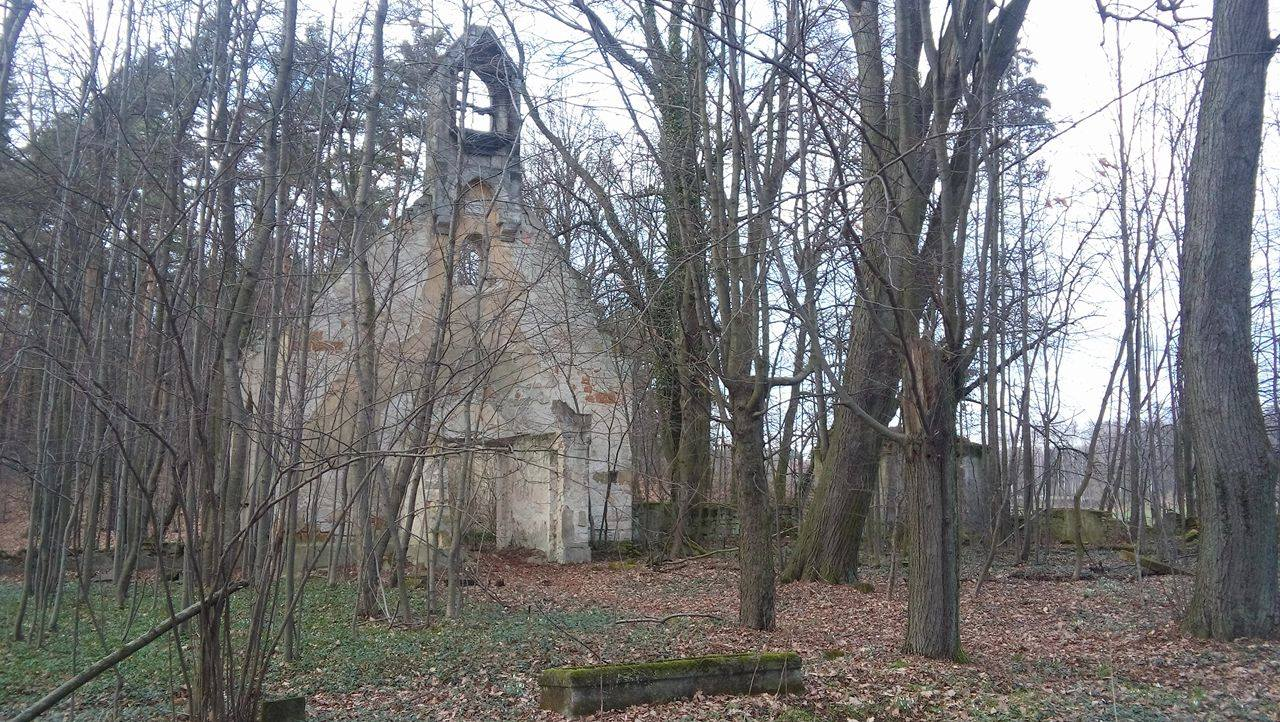
Widok ogólny na ruiny cmentarza i kaplicy

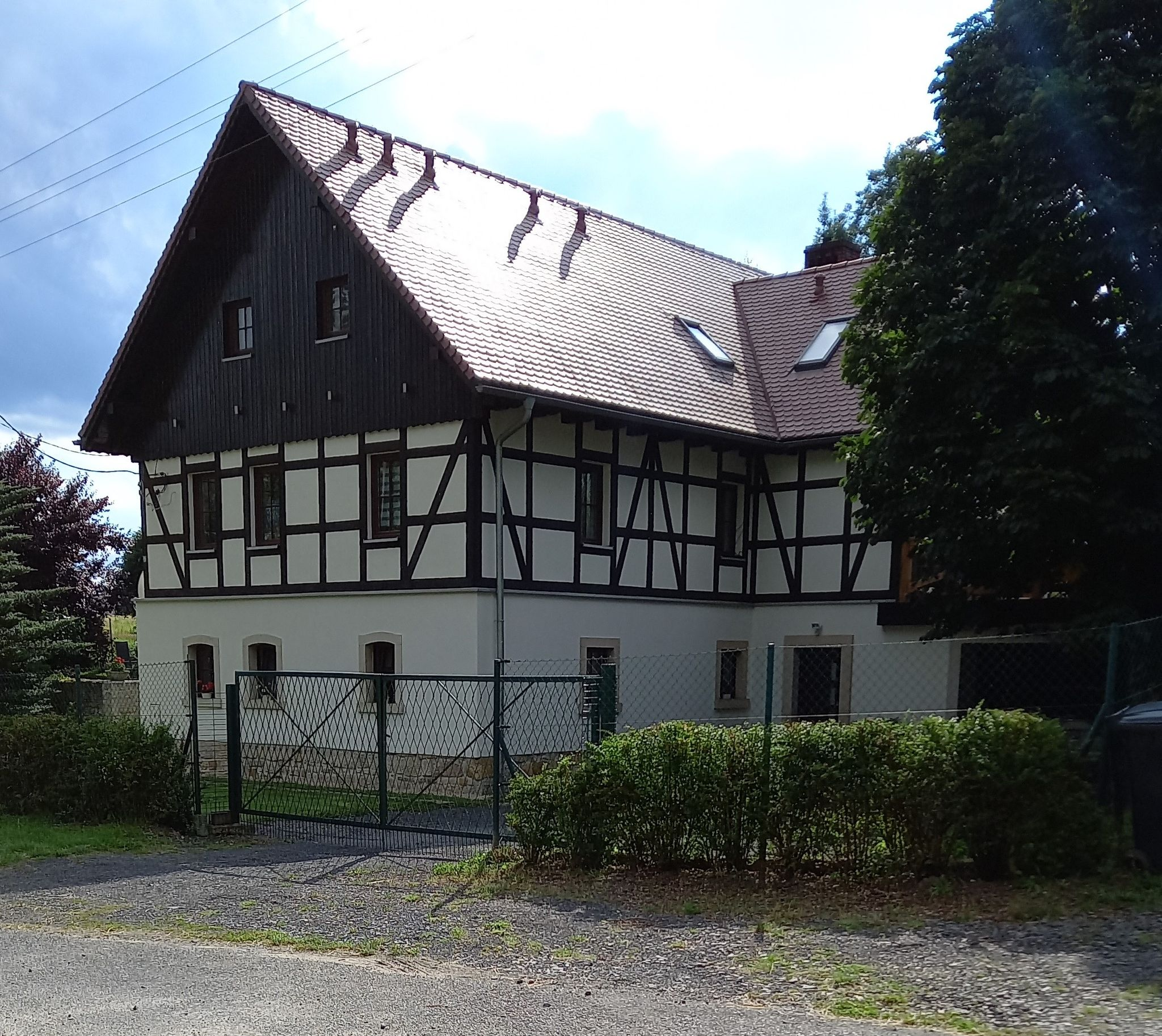
Zabytkowy dom szachulcowy z II połowy XIX w.

- Mauzoleum rodziny Walter z roku 1872[5]
- Budynek mieszkalny nr 10, z roku 1857
- Budynek mieszkalny nr. 11, II poł XIX w.
- Budynek mieszkalny nr 15, II poł XVIII w.

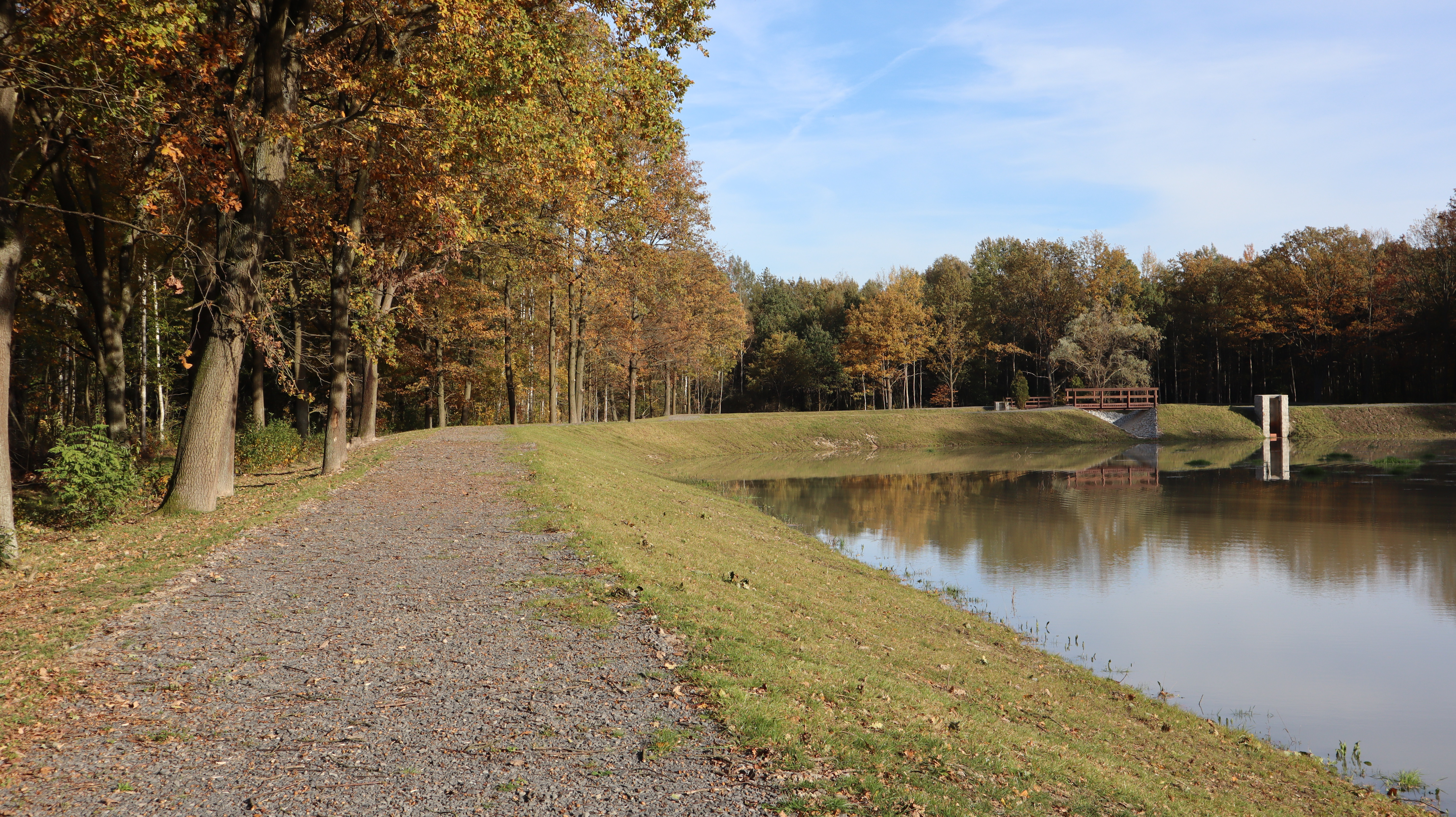
Uroczysko Piekiełko- jedno z dwóch jezior będących pozostałością dawnej kopalni

- Uroczysko Piekiełko- jedno z dwóch jezior będących pozostałością dawnej kopalniBudynek mieszkalny nr 16 z roku 1780 wraz z zabudową gospodarczą
- Budynek mieszkalny nr 19, I poł. XIX wieku
- Budynek mieszkalny nr 28/29 z 1841 r. wraz z zabudową gospodarczą, powstały na miejscu dworu z 1630 r.[6][7]

## Charakterystyka terenu
Wieś posiada zróżnicowane ukształtowanie terenu. Od wschodu i północy otaczają ją wysokie wzgórza (najwyższy punkt 278 m n.p.m.), z których rozpościera się widok na kilka pasm Zachodnich Sudetów, m.in. Góry Kaczawskie, Karkonosze, czy Pogórze Bolesławieckie. Pośród wzgórz natrafić można m.in. na piaskowcowe urwiska, będące pozostałościami dawnego kamieniołomu, jaki istniał tu jeszcze do lat trzydziestych XX w. Śródleśna łąka znajdująca się na wschód od miejscowości została uznana przez Gminę Lwówek Śląski za cenny ekosystem, ze względu na występującą na niej rzadko spotykaną roślinność wodną. Południowe krańce wioski to w zdecydowanej większości równiny wykorzystywane rolniczo. Na zachodnich krańcach wsi znajdują się dwa jeziora leśne- Cegielnia oraz Piekiełko, obok których biegnie trasa rowerowa, stanowiąca pętlę wokół Lwówka Śląskiego. W tym rejonie też można natrafić na wiele charakterystycznych lejów ziemnych, będących śladami średniowiecznego górnictwa.

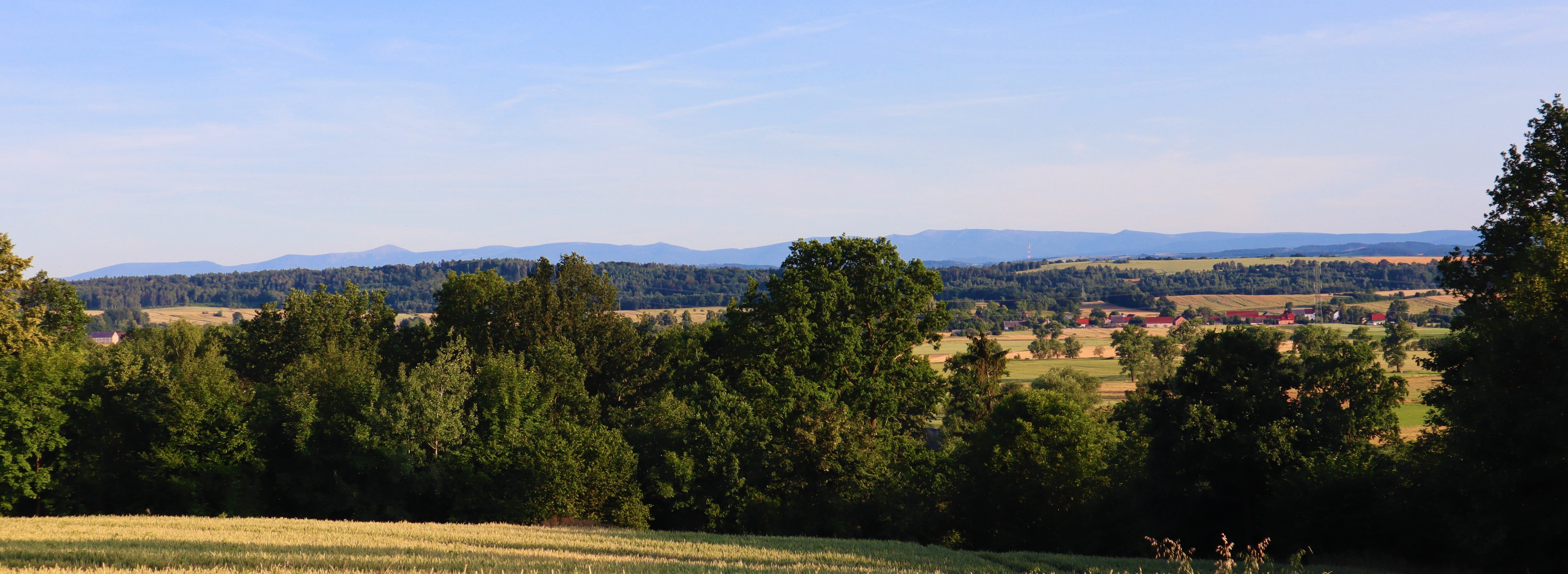
Panorama Sudetów ze wzgórz ponad Gaszowem

## Demografia
W 1786 roku wieś zamieszkiwało 191 mieszkańców. W roku 1825 liczba ta wynosiła już 219 i utrzymywała się na podobnym poziomie przez następne sto lat. Według Narodowego Spisu Powszechnego obecnie (III 2011 r.) liczy tylko 81 stałych mieszkańców.
Liczba ludności w latach 1786–2011.